# パンコール島
パンコール島（パンコールとう、マレー語: Pulau Pangkor）とは、マレーシアのペラ州ルムッの対岸にある島である。

## 概要
パンコール島とパンコールラウ島の2つの島からなり、アイランドリゾートとなっている。
パンコール島自体は東西 4.5 キロメートル、南北 2 キロメートルほどしかなく、バイクかタクシーで簡単に1周が出来る。島の産業は主に漁業が盛ん。それ以外は観光産業で成り立つ。
島の観光名所としては、1670年にオランダに築かれた要塞が残っている。
パンコールラウには最高級リゾートのパンコールラウリゾートがある。

## 交通

### 航空
- パンコール島空港（英語版）

スバン空港へベルジャヤ航空が週4便程度運航。

### 港湾
ルムットとの間でフェリーが就航している。（約30分）

## アクセス
- クアラ・ルンプール市内からルムッ・フェリー乗り場まで、車で約4〜5時間。
- http://www.pulaupangkor.org/
- http://www.pangkormalaysia.com/ マレーシアパンコール島、宿泊予約